# Список наград и номинаций фильма «Аватар: Путь воды»
«Авата́р: Путь воды́» (англ. Avatar: The Way of Water) — американский научно-фантастический фильм 2022 года, снятый канадским кинорежиссёром Джеймсом Кэмероном по сценарию, написанному в соавторстве с Риком Джаффа и Амандой Сильвер на основе сюжета, который троица создала с Джошом Фридманом и Шейном Салерно. Фильм был снят компаниями Lightstorm Entertainment и TSG Entertainment II и выпущен студией 20th Century Studios. Является продолжением фильма «Аватар» (2009) и вторым фильмом во франшизе «Аватар». Главные роли в фильме сыграли Сэм Уортингтон, Зои Салдана, Сигурни Уивер, Стивен Лэнг, Кейт Уинслет, Клифф Кёртис, Джоэл Дэвид Мур, Си Си Эйч Паундер и Эди Фалко. По сюжету, спустя 15 лет после битвы На’ви с людьми на планете Пандора, вождь клана Оматикайя Джейк Салли, вместе с женой Нейтири и детьми сталкивается с новой угрозой вторжения человечества и ищет убежища у водного клана Меткайина, сражаясь с людьми, идущими в бой под предводительством аватара полковника Майлза Куоритча.
Премьера фильма «Аватар: Путь воды» состоялась 6 декабря 2022 года в Лондоне, а 16 декабря он был выпущен в прокат в США. Бюджет фильма составил 350–460 млн долларов США, при этом фильм собрал $ 2,320 млрд, став самым кассовым фильмом 2022 года и заняв 3-е место среди самых кассовых фильмов всех врёмен. На сайте-агрегаторе рецензий Rotten Tomatoes фильм имеет рейтинг одобрения 76 % на основе 449 отзывов со средней оценкой 7,1/10.
Фильм был удостоен множества наград и номинаций в различных категориях. Особое признание получила режиссура Кэмерона, а также музыкальная партитура, визуальные эффекты, операторская работа, дизайн и звуковые эффекты. Фильм получил четыре номинации на 95-й церемонии вручения премии «Оскар» и победил в категории «Лучшие визуальные эффекты». На 76-й церемонии вручения премии BAFTA, фильм был номинирован на категорию «Лучший звук» и победил в категории «Лучшие визуальные эффекты». Фильм получил шесть номинаций на 28-й церемонии вручения премии «Выбор критиков» и победил в категории «Лучшие визуальные эффекты». Фильм также победил в двух номинациях на 50-й церемонии вручения премии «Энни». На 21-й церемонии вручения премии Общества специалистов по визуальным эффектам фильм получил четырнадцать номинаций, что стало рекордом, превзошедшим количество предыдущих наград для кинематографа («Аватар») и телевидения («Мандалорец») и победил в девяти номинациях, включая «Выдающиеся визуальные эффекты в фотореалистичном фильме». Кроме того, Американский институт киноискусства и Национальный совет кинокритиков включили данный фильм в десятку лучших фильмов 2022 года.

## Награды и номинации
| Награда                                                            | Дата церемонии     | Категория                                                                                               | Получатель(-и) | Результат | Прим.         |
| ------------------------------------------------------------------ | ------------------ | --- | --- | --------- | ------------- |
| Премия Ассоциации голливудских критиков в середине сезона          | 1 июля 2022        | «Самый ожидаемый фильм»                                                                                 | «Аватар: Путь воды» | Номинация | [ 15 ] [ 16 ] |
| «Золотой трейлер»                                                  | 6 октября 2022     | «Лучшее приключенческое фэнтези»                                                                        | «The Beginning» (JAX) | Номинация | [ 17 ] [ 18 ] |
| «Золотой трейлер»                                                  | 6 октября 2022     | «Лучшая оригинальная партитура»                                                                         | «The Beginning» (JAX) | Номинация | [ 17 ] [ 18 ] |
| «Золотой трейлер»                                                  | 29 июня 2023       | «Лучшая музыка»                                                                                         | «Strong Heart» (JAX) | Номинация | [ 19 ] [ 20 ] |
| «Золотой трейлер»                                                  | 29 июня 2023       | «Лучший фэнтезийный приключенческий ТВ-ролик (для художественного фильма)»                              | «Adapt» (Wild Card) | Номинация | [ 19 ] [ 20 ] |
| «Золотой трейлер»                                                  | 29 июня 2023       | «Лучший цифровой фильм — приключенческое фэнтези»                                                       | «Great Strength» (Tiny Hero) | Номинация | [ 19 ] [ 20 ] |
| «Золотой трейлер»                                                  | 29 июня 2023       | «Лучший цифровой фильм — приключенческое фэнтези»                                                       | «Journey» (Tiny Hero) | Победа    | [ 19 ] [ 20 ] |
| «Золотой трейлер»                                                  | 29 июня 2023       | «Лучший трейлер к художественному фильму в жанре боевик / триллер»                                      | «Journey Through Pandora» (Tiny Hero) | Победа    | [ 19 ] [ 20 ] |
| «Золотой трейлер»                                                  | 29 июня 2023       | «Лучшая закадровая съёмка / пресс-кит художественного фильма (менее 2 минут)»                           | «Acting in the Volume» (Mob Scene) | Номинация | [ 19 ] [ 20 ] |
| Hollywood Music in Media Awards                                    | 16 ноября 2022     | «Лучшая оригинальная партитура в научно-фантастическом фильме»                                          | Саймон Франглен | Победа    | [ 21 ]        |
| Hollywood Music in Media Awards                                    | 16 ноября 2022     | «Лучшая оригинальная песня в художественном фильме»                                                     | Саймон Франглен и Зои Салдана (за «Song Chord»)                                                                                               | Номинация | [ 21 ]        |
| Hollywood Music in Media Awards                                    | 16 ноября 2022     | «Песня / партитура в трейлере»                                                                          | Саймон Франглен (за трейлер) | Номинация | [ 21 ]        |
| Награды национального совета кинокритиков США                      | 8 декабря 2022     | «Десять лучших фильмов»                                                                                 | «Аватар: Путь воды» | Победа    | [ 22 ]        |
| Премия Американского института киноискусства                       | 9 декабря 2022     | «Десять лучших фильмов года»                                                                            | «Аватар: Путь воды» | Победа    | [ 23 ]        |
| Награды Ассоциации кинокритиков Лос-Анджелеса                      | 11 декабря 2022    | «Лучший дизайн постановки»                                                                              | Дилан Коул и Бен Проктор | Победа    | [ 24 ]        |
| Онлайн-премия кинокритиков Нью-Йорка                               | 11 декабря 2022    | «Лучшие фильмы года»                                                                                    | «Аватар: Путь воды» | Победа    | [ 25 ]        |
| Награды Ассоциации кинокритиков Вашингтона                         | 12 декабря 2022    | «Лучшая работа оператора»                                                                               | Сэм Уортингтон | Номинация | [ 26 ]        |
| Награды Ассоциации кинокритиков Вашингтона                         | 12 декабря 2022    | «Лучшая работа оператора»                                                                               | Сигурни Уивер | Номинация | [ 26 ]        |
| Награды Ассоциации кинокритиков Вашингтона                         | 12 декабря 2022    | «Лучшая работа оператора»                                                                               | Зои Салдана | Победа    | [ 26 ]        |
| Премия Ассоциации кинокритиков Чикаго                              | 14 декабря 2022    | «Лучшее художественное руководство / производственный дизайн»                                           | «Аватар: Путь воды» | Номинация | [ 27 ] [ 28 ] |
| Премия Ассоциации кинокритиков Чикаго                              | 14 декабря 2022    | «Лучшее использование визуальных эффектов»                                                              | «Аватар: Путь воды» | Номинация | [ 27 ] [ 28 ] |
| Премия Ассоциации кинокритиков Сент-Луиса                          | 18 декабря 2022    | «Лучший фильм в жанре экшн»                                                                             | «Аватар: Путь воды» | Номинация | [ 29 ] [ 30 ] |
| Премия Ассоциации кинокритиков Сент-Луиса                          | 18 декабря 2022    | «Лучшие визуальные эффекты»                                                                             | Джо Леттери, Ричард Бэнем, Эрик Саиндон и Дэниел Барретт                                                                                      | Победа    | [ 29 ] [ 30 ] |
| Премия Ассоциации кинокритиков Сент-Луиса                          | 18 декабря 2022    | «Лучший дизайн постановки»                                                                              | Дилан Коул и Бен Проктор | Номинация | [ 29 ] [ 30 ] |
| Награды Ассоциации кинокритиков Далласа и Форт-Уэрта               | 19 декабря 2022    | «Лучшая операторская работа»                                                                            | Расселл Карпентер | Победа    | [ 31 ]        |
| Награды Общества кинокритиков Флориды                              | 22 декабря 2022    | «Лучшие визуальные эффекты»                                                                             | «Аватар: Путь воды» | Победа    | [ 32 ]        |
| Награды Общества кинокритиков Сан-Диего                            | 6 января 2023      | «Лучшая операторская работа»                                                                            | Расселл Карпентер | Номинация | [ 33 ] [ 34 ] |
| Награды Общества кинокритиков Сан-Диего                            | 6 января 2023      | «Лучший монтаж»                                                                                         | Дэвид Бреннер, Джеймс Кэмерон, Джон Рефуа, Стивен Ривкин и Ян Сильверстайн                                                                    | Номинация | [ 33 ] [ 34 ] |
| Награды Общества кинокритиков Сан-Диего                            | 6 января 2023      | «Лучшее звуковое оформление»                                                                            | «Аватар: Путь воды» | Номинация | [ 33 ] [ 34 ] |
| Награды Общества кинокритиков Сан-Диего                            | 6 января 2023      | «Лучшие визуальные эффекты»                                                                             | «Аватар: Путь воды» | Победа    | [ 33 ] [ 34 ] |
| Награды Ассоциации кинокритиков Остина                             | 10 января 2023     | «Лучшая операторская работа»                                                                            | Расселл Карпентер | Номинация | [ 35 ] [ 36 ] |
| Награды Ассоциации кинокритиков Остина                             | 10 января 2023     | «Лучшая актёрская игра голосом / анимация / цифровое исполнение»                                        | Стивен Лэнг | Номинация | [ 35 ] [ 36 ] |
| Награды Ассоциации кинокритиков Остина                             | 10 января 2023     | «Лучшая актёрская игра голосом / анимация / цифровое исполнение»                                        | Зои Салдана | Номинация | [ 35 ] [ 36 ] |
| Награды Ассоциации кинокритиков Остина                             | 10 января 2023     | «Лучшая актёрская игра голосом / анимация / цифровое исполнение»                                        | Сигурни Уивер | Номинация | [ 35 ] [ 36 ] |
| «Золотой глобус»                                                   | 10 января 2023     | «Лучший фильм — драма»                                                                                  | «Аватар: Путь воды» | Номинация | [ 37 ]        |
| «Золотой глобус»                                                   | 10 января 2023     | «Лучшая режиссёрская работа»                                                                            | Джеймс Кэмерон | Номинация | [ 37 ]        |
| Награды Ассоциации кинокритиков штата Джорджия                     | 13 января 2023     | «Лучший дизайн постановки»                                                                              | Дилан Коул, Бен Проктор и Ванесса Коул | Номинация | [ 38 ] [ 39 ] |
| «Выбор критиков»                                                   | 15 января 2023     | «Лучший фильм»                                                                                          | «Аватар: Путь воды» | Номинация | [ 40 ]        |
| «Выбор критиков»                                                   | 15 января 2023     | «Лучшая режиссура»                                                                                      | Джеймс Кэмерон | Номинация | [ 40 ]        |
| «Выбор критиков»                                                   | 15 января 2023     | «Лучшая операторская работа»                                                                            | Расселл Карпентер | Номинация | [ 40 ]        |
| «Выбор критиков»                                                   | 15 января 2023     | «Лучший монтаж»                                                                                         | Стивен Ривкин, Дэвид Бреннер, Джон Рефуа и Джеймс Кэмерон                                                                                     | Номинация | [ 40 ]        |
| «Выбор критиков»                                                   | 15 января 2023     | «Лучшая работа художника-постановщика»                                                                  | Дилан Коул, Бен Проктор и Ванесса Коул | Номинация | [ 40 ]        |
| «Выбор критиков»                                                   | 15 января 2023     | «Лучшие визуальные эффекты»                                                                             | «Аватар: Путь воды» | Победа    | [ 40 ]        |
| Награды Общества кинокритиков Сиэтла                               | 17 января 2023     | «Лучшая хореография в жанре экшн»                                                                       | «Аватар: Путь воды» | Номинация | [ 41 ] [ 42 ] |
| Награды Общества кинокритиков Сиэтла                               | 17 января 2023     | «Лучшая операторская работа»                                                                            | Расселл Карпентер | Номинация | [ 41 ] [ 42 ] |
| Награды Общества кинокритиков Сиэтла                               | 17 января 2023     | «Лучшие визуальные эффекты»                                                                             | Джо Леттери, Ричард Бэнем, Эрик Саиндон и Дэниел Барретт                                                                                      | Победа    | [ 41 ] [ 42 ] |
| Награды Общества онлайн-кинокритиков                               | 23 января 2023     | «Лучший дизайн постановки»                                                                              | «Аватар: Путь воды» | Номинация | [ 43 ] [ 44 ] |
| Награды Общества онлайн-кинокритиков                               | 23 января 2023     | «Лучшие визуальные эффекты»                                                                             | «Аватар: Путь воды» | Победа    | [ 43 ] [ 44 ] |
| Награды Общества онлайн-кинокритиков                               | 23 января 2023     | «Дизайн 3D-эффектов»                                                                                    | «Аватар: Путь воды» | Победа    | [ 43 ] [ 44 ] |
| Премия AARP «Фильмы для взрослых»                                  | 28 января 2023     | «Лучшая режиссура»                                                                                      | Джеймс Кэмерон | Номинация | [ 45 ] [ 46 ] |
| Премия Black Reel                                                  | 6 февраля 2023     | «Лучшее озвучивание»                                                                                    | Зои Салдана | Победа    | [ 47 ] [ 48 ] |
| Премия «Люмьер»                                                    | 10 февраля 2023    | «Лучший полнометражный фильм — живое действие»                                                          | «Аватар: Путь воды» | Победа    | [ 49 ]        |
| Премия «Люмьер»                                                    | 10 февраля 2023    | Премия «Голоса за Землю»                                                                                | «Аватар: Путь воды» | Победа    | [ 49 ]        |
| Награды Общества декораторов Америки                               | 14 февраля 2023    | «Лучшие достижения в декоре / дизайне научно-фантастического или фэнтезийного фильма»                   | Дилан Коул, Бен Проктор и Ванесса Коул | Номинация | [ 50 ] [ 51 ] |
| Награды Общества специалистов по визуальным эффектам               | 15 февраля 2023    | «Выдающиеся визуальные эффекты в фотореалистичном фильме»                                               | Ричард Бэнем, Уолтер Гарсия, Джо Леттери, Эрик Саиндон и Д.Д. Швальм                                                                          | Победа    | [ 52 ]        |
| Награды Общества специалистов по визуальным эффектам               | 15 февраля 2023    | «Выдающийся анимационный персонаж в фотореалистичном фильме»                                            | Аннека Фрис, Ребекка Луиза Лейборн, Гильом Франсуа и Чжун Рок Хван (за «Кири»)                                                                | Победа    | [ 52 ]        |
| Награды Общества специалистов по визуальным эффектам               | 15 февраля 2023    | «Выдающееся созданное окружение в фотореалистичном фильме»                                              | Райан Аркус, Лиза Хардисти, Пол Харрис и Тэхён Давид Ким (за «деревню Меткайина»)                                                             | Номинация | [ 52 ]        |
| Награды Общества специалистов по визуальным эффектам               | 15 февраля 2023    | «Выдающееся созданное окружение в фотореалистичном фильме»                                              | Джессика Коули, Джо В. Черчилль, Джастин Стоктон и Алекс Новотны (за «Риф»)                                                                   | Победа    | [ 52 ]        |
| Награды Общества специалистов по визуальным эффектам               | 15 февраля 2023    | «Выдающиеся эффекты симуляции в фотореалистичном фильме»                                                | Мигель Перес Сенент, Ксасьер Мартин Рамирес, Дэвид Киршнер и Оле Гейр Эйдсхейм (за «Огонь и разрушение»)                                      | Номинация | [ 52 ]        |
| Награды Общества специалистов по визуальным эффектам               | 15 февраля 2023    | «Выдающиеся эффекты симуляции в фотореалистичном фильме»                                                | Джонатан М. Никсон, Дэвид Моратон, Николас Иллингворт и Дэвид Каэйро Кебриан (за «Моделирование воды»)                                        | Победа    | [ 52 ]        |
| Награды Общества специалистов по визуальным эффектам               | 15 февраля 2023    | «Выдающийся композитинг и освещение в полнометражном фильме»                                            | Мигель Сантана Да Силва, Хунфэй Гэн, Джонатан Мулен и Мария Корчо за («Посадочные ракеты и уничтожение лесов»)                                | Номинация | [ 52 ]        |
| Награды Общества специалистов по визуальным эффектам               | 15 февраля 2023    | «Выдающийся композитинг и освещение в полнометражном фильме»                                            | Сэм Коул, Франсуа Суньи, Флориан Шредер и Жан Мэтьюс (за «Интеграцию воды»)                                                                   | Победа    | [ 52 ]        |
| Награды Общества специалистов по визуальным эффектам               | 15 февраля 2023    | «Выдающаяся виртуальная кинематография в CG-проекте»                                                    | Ричард Бэнем, Дэн Кокс, Эрик Рейнольдс и Эй Джей Брионес                                                                                      | Победа    | [ 52 ]        |
| Награды Общества специалистов по визуальным эффектам               | 15 февраля 2023    | «Выдающаяся модель в фотореальном или анимационном проекте»                                             | Сэм Шарплин, Стивен Скорепа, Иэн Бейкер и Гильом Франсуа (за «Морского дракона»)                                                              | Победа    | [ 52 ]        |
| Награды Общества специалистов по визуальным эффектам               | 15 февраля 2023    | «Выдающиеся специальные (практические) эффекты в фотореалистичном проекте»                              | Д.Д. Швальм, Ричи Швальм, Ник Рэнд и Роберт Сперлок (за «Машину тока и бассейн с волнами»)                                                    | Победа    | [ 52 ]        |
| Награды Общества специалистов по визуальным эффектам               | 15 февраля 2023    | «Премия за новейшие технологии»                                                                         | Деян Момчилович, Тобиас Б. Шмидт, Бенни Эдлунд и Джошуа Хардгрейв (за «Глубинный комп»)                                                       | Номинация | [ 52 ]        |
| Награды Общества специалистов по визуальным эффектам               | 15 февраля 2023    | «Премия за новейшие технологии»                                                                         | Бьюнгкук Чой, Стивен Каллингфорд, Стюарт Адкок и Марко Ревелант (за «Лицевую систему»)                                                        | Номинация | [ 52 ]        |
| Награды Общества специалистов по визуальным эффектам               | 15 февраля 2023    | «Премия за новейшие технологии»                                                                         | Алексий Дмитриевич Стомахин, Стив Лессер, Свен Джоэл Вретборн и Дуглас МакХейл (за «Набор инструментов для работы с водой»)                   | Победа    | [ 52 ]        |
| Премия Гильдии художников-постановщиков США                        | 18 февраля 2023    | «Лучшая работа художника-постановщика в фэнтези-фильме»                                                 | Дилан Коул и Бен Проктор | Номинация | [ 53 ]        |
| Награды Общества кинокритиков Хьюстона                             | 18 февраля 2023    | «Лучшая операторская работа»                                                                            | Расселл Карпентер | Номинация | [ 54 ] [ 55 ] |
| Награды Общества кинокритиков Хьюстона                             | 18 февраля 2023    | «Лучшие визуальные эффекты»                                                                             | «Аватар: Путь воды» | Победа    | [ 54 ] [ 55 ] |
| BAFTA                                                              | 19 февраля 2023    | «Лучший звук»                                                                                           | Кристофер Бойес, Гвендолин Йейтс Уиттл, Гэри Саммерс, Майкл Хеджес и Джулиан Ховарт                                                           | Номинация | [ 56 ]        |
| BAFTA                                                              | 19 февраля 2023    | «Лучшие визуальные эффекты»                                                                             | Джо Леттери, Ричард Бэнем, Эрик Саиндон и Дэниел Барретт                                                                                      | Победа    | [ 56 ]        |
| Награда Dorian                                                     | 23 февраля 2023    | «Визуально яркий фильм года»                                                                            | «Аватар: Путь воды» | Номинация | [ 57 ]        |
| Награды Международной ассоциации музыкальных кинокритиков          | 23 февраля 2023    | «Лучшая музыкальная композиция года»                                                                    | Саймон Франглен | Номинация | [ 58 ] [ 59 ] |
| Награды Международной ассоциации музыкальных кинокритиков          | 23 февраля 2023    | «Лучшая музыкальная композиция года в кино»                                                             | Саймон Франглен (за «Leaving Home (Hometree)»)                                                                                                | Победа    | [ 58 ] [ 59 ] |
| Награды Международной ассоциации музыкальных кинокритиков          | 23 февраля 2023    | «Лучшая оригинальная партитура к фэнтези / научной фантастике / фильму ужасов»                          | Саймон Франглен | Победа    | [ 58 ] [ 59 ] |
| Премия Австралийской академии кинематографа и телевидения          | 24 февраля 2023    | «Лучший фильм»                                                                                          | «Аватар: Путь воды» | Победа    | [ 60 ] [ 61 ] |
| Премия Австралийской академии кинематографа и телевидения          | 24 февраля 2023    | «Лучшая режиссура»                                                                                      | Джеймс Кэмерон | Номинация | [ 60 ] [ 61 ] |
| Награды Голливудской ассоциации кинокритикова                      | 23 февраля 2023    | «Лучший фильм»                                                                                          | «Аватар: Путь воды» | Номинация | [ 62 ] [ 63 ] |
| Награды Голливудской ассоциации кинокритикова                      | 23 февраля 2023    | «Лучший режиссёр»                                                                                       | Джеймс Кэмерон | Номинация | [ 62 ] [ 63 ] |
| Награды Голливудской ассоциации кинокритикова                      | 23 февраля 2023    | «Лучшее исполнение голоса или захвата движений»                                                         | Зои Салдана | Номинация | [ 62 ] [ 63 ] |
| Премия Ассоциации критиков Голливуда в области творческих искусств | 24 февраля 2023    | «Лучшая операторская работа»                                                                            | Расселл Карпентер | Номинация | [ 62 ] [ 63 ] |
| Премия Ассоциации критиков Голливуда в области творческих искусств | 24 февраля 2023    | «Лучший дизайн постановки»                                                                              | Дилан Коул, Бен Проктор и Ванесса Коул | Номинация | [ 62 ] [ 63 ] |
| Премия Ассоциации критиков Голливуда в области творческих искусств | 24 февраля 2023    | «Лучший звук»                                                                                           | Кристофер Бойес, Гвендолин Йейтс Уиттл, Дик Бернштейн, Гэри Саммерс, Майкл Хеджес и Джулиан Ховарт                                            | Номинация | [ 62 ] [ 63 ] |
| Премия Ассоциации критиков Голливуда в области творческих искусств | 24 февраля 2023    | «Лучшие визуальные эффекты»                                                                             | Джо Леттери, Ричард Бэнем, Эрик Саиндон и Дэниел Барретт                                                                                      | Победа    | [ 62 ] [ 63 ] |
| «Энни»                                                             | 25 февраля 2023    | «Выдающиеся достижения в области анимационных эффектов в анимационной постановке»                       | Джонатан М. Никсон, Дэвид Моратон, Николас Иллингворт, Дэвид Каэйро Кебриан и Алекс Новотны                                                   | Победа    | [ 64 ]        |
| «Энни»                                                             | 25 февраля 2023    | «Выдающиеся достижения в области анимации персонажей в живом действии»                                  | Дэниел Барретт, Стюарт Эдкок, Тодд Лабонте, Дуглас Макхейл и Стивен Каллингфорд                                                               | Победа    | [ 64 ]        |
| Премия Гильдии продюсеров США                                      | 25 февраля 2023    | «Лучший театральный фильм»                                                                              | Джон Ландау и Джеймс Кэмерон | Номинация | [ 65 ] [ 66 ] |
| Golden Reel Awards                                                 | 26 февраля 2023    | «Выдающиеся достижения в области монтажа звука — звуковые эффекты и фолиант для художественного фильма» | Кристофер Бойес, Дэвид Крастка, Дэйв Уайтхед, Хейден Коллоу, Мэтт Статтер, Брент Бердж, Крейг Томлинсон, Ди Селби, Дэн О’Коннелл и Джон Куччи | Номинация | [ 67 ] [ 68 ] |
| Премия Гильдии киноактёров США                                     | 26 февраля 2023    | «Лучший каскадёрский ансамбль в игровом кино»                                                           | «Аватар: Путь воды» | Номинация | [ 69 ]        |
| Премия Гильдии художников по костюмам                              | 27 февраля 2023    | «Лучший дизайн костюмов в фэнтези-фильме»                                                               | Дебора Л. Скотт | Номинация | [ 70 ]        |
| The ReFrame Stamp                                                  | 1 марта 2023       | «2022 год — 100 самых кассовых полнометражных фильмов»                                                  | «Аватар: Путь воды» | Победа    | [ 71 ]        |
| «Спутник»                                                          | 3 марта 2023       | «Лучший фильм»                                                                                          | «Аватар: Путь воды» | Номинация | [ 72 ] [ 73 ] |
| «Спутник»                                                          | 3 марта 2023       | «Лучшая режиссёрская работа»                                                                            | Джеймс Кэмерон | Победа    | [ 72 ] [ 73 ] |
| «Спутник»                                                          | 3 марта 2023       | «Лучшая операторская работа»                                                                            | Расселл Карпентер | Номинация | [ 72 ] [ 73 ] |
| «Спутник»                                                          | 3 марта 2023       | «Лучшая художественная режиссура и дизайн производства»                                                 | Дилан Коул и Бен Проктор | Номинация | [ 72 ] [ 73 ] |
| «Спутник»                                                          | 3 марта 2023       | «Лучший звук»                                                                                           | Дик Бернштейн, Кристофер Бойес, Майкл Хеджес, Джулиан Ховарт, Гэри Саммерс и Гвендолин Йейтс Уиттл                                            | Номинация | [ 72 ] [ 73 ] |
| «Спутник»                                                          | 3 марта 2023       | «Лучшие визуальные эффекты»                                                                             | Ричард Бэнем, Дэниел Барретт, Джо Леттери и Эрик Саиндон                                                                                      | Победа    | [ 72 ] [ 73 ] |
| Премия Общества киноакустики                                       | 4 марта 2023       | «Выдающиеся достижения в области микширования звука для художественного фильма»                         | Джулиан Ховарт, Кристофер Бойес, Гэри Саммерс, Майкл Хеджес, Саймон Родс, Билл Хигли и Тэвиш Грейд                                            | Номинация | [ 74 ]        |
| Nickelodeon Kids’ Choice Awards                                    | 4 марта 2023       | «Любимый фильм»                                                                                         | «Аватар: Путь воды» | Номинация | [ 75 ]        |
| Награды Гильдии музыкальных супервайзеров                          | 5 марта 2023       | «Лучшее музыкальное сопровождение в трейлере — фильме»                                                  | Энни Колвин | Номинация | [ 76 ]        |
| Награда «Artios»                                                   | 9 марта 2023       | «Премия „Zeitgeist“»                                                                                    | Марджери Симкин, Катрина Вандель Джордж, Жасмин Гутьеррес и Сидни Ширклифф                                                                    | Номинация | [ 77 ]        |
| Премия ICG для публицистов                                         | 10 марта 2023      | «Премия Максвелла Вайнберга за мастерство в кино»                                                       | «Аватар: Путь воды» | Номинация | [ 78 ] [ 79 ] |
| Премия Японской киноакадемии                                       | 10 марта 2023      | «Выдающийся фильм на иностранном языке»                                                                 | «Аватар: Путь воды» | Номинация | [ 80 ] [ 81 ] |
| «Оскар»                                                            | 12 марта 2023      | «Лучший фильм»                                                                                          | Джеймс Кэмерон и Джон Ландау | Номинация | [ 82 ]        |
| «Оскар»                                                            | 12 марта 2023      | «Лучший звук»                                                                                           | Джулиан Ховарт, Гвендолин Йейтс Уиттл, Дик Бернштейн, Кристофер Бойес, Гэри Саммерс и Майкл Хеджес                                            | Номинация | [ 82 ]        |
| «Оскар»                                                            | 12 марта 2023      | «Лучшая работа художника-постановщика»                                                                  | Производственный дизайн: Дилан Коул и Бен Проктор; Украшение декораций: Ванесса Коул                                                          | Номинация | [ 82 ]        |
| «Оскар»                                                            | 12 марта 2023      | «Лучшие визуальные эффекты»                                                                             | Джо Леттери, Ричард Бэнем, Эрик Саиндон и Дэниел Барретт                                                                                      | Победа    | [ 82 ]        |
| Суперпремия «Выбор критиков»                                       | 16 марта 2023      | «Лучший научно-фантастический / фэнтезийный фильм»                                                      | «Аватар: Путь воды» | Номинация | [ 83 ]        |
| Суперпремия «Выбор критиков»                                       | 16 марта 2023      | «Лучшая актриса в научно-фантастическом / фэнтезийном фильме»                                           | Зои Салдана | Номинация | [ 83 ]        |
| MTV Movie & TV Awards                                              | 7 мая 2023         | «Фильм года»                                                                                            | «Аватар: Путь воды» | Номинация | [ 84 ]        |
| Премия ASCAP                                                       | 15 мая 2023        | «Лучшая музыкальная композиция года»                                                                    | Саймон Франглен | Победа    | [ 85 ]        |
| Премия Айвора Новелло                                              | 18 мая 2023        | «Лучшая оригинальная партитура к фильму»                                                                | Саймон Франглен | Номинация | [ 86 ] [ 87 ] |
| «Хьюго»                                                            | 18–22 октября 2023 | «Лучшая постановка»                                                                                     | Джеймс Кэмерон, Рик Джаффа и Аманда Сильвер                                                                                                   | Номинация | [ 88 ]        |
| Премия «Мировой саундтрек»                                         | 21 октября 2023    | «Открытие года»                                                                                         | Саймон Франглен | Победа    | [ 89 ]        |
| Фестиваль китайско-американского кино                              | 11 ноября 2023     | «Самый популярный американский фильм в Китае»                                                           | «Аватар: Путь воды» | Победа    | [ 90 ]        |
| Награды Голливудской профессиональной ассоциации                   | 28 ноября 2023     | «Выдающиеся визуальные эффекты в полнометражном фильме»                                                 | Крис Эдген, Ник Эпштейн, Уэйн Стейблз, Павани Рао Боддапати и Сергей Невшупов (Weta FX)                                                       | Победа    | [ 91 ]        |
| Награды Голливудской профессиональной ассоциации                   | 28 ноября 2023     | «Выдающиеся визуальные эффекты в полнометражном фильме»                                                 | Дэвид Викери, Ли Бриггс, Ян Мароске, Стив Эллис и Мигель Перес-Сенент (Industrial Light & Magic)                                              | Номинация | [ 91 ]        |
| Премия «Imagen»                                                    | 3 декабря 2023     | «Лучшая актриса в художественном фильме»                                                                | Зои Салдана | Победа    | [ 92 ]        |
| «Сатурн»                                                           | 4 февраля 2024     | «Лучший научно-фантастический фильм»                                                                    | «Аватар: Путь воды» | Победа    | [ 93 ]        |
| «Сатурн»                                                           | 4 февраля 2024     | «Лучший киноактёр»                                                                                      | Сэм Уортингтон | Номинация | [ 93 ]        |
| «Сатурн»                                                           | 4 февраля 2024     | «Лучшая киноактриса»                                                                                    | Зои Салдана | Номинация | [ 93 ]        |
| «Сатурн»                                                           | 4 февраля 2024     | «Лучший киноактёр второго плана»                                                                        | Стивен Лэнг | Номинация | [ 93 ]        |
| «Сатурн»                                                           | 4 февраля 2024     | «Лучший молодой актёр или актриса»                                                                      | Джек Чэмпион | Номинация | [ 93 ]        |
| «Сатурн»                                                           | 4 февраля 2024     | «Лучшая режиссура»                                                                                      | Джеймс Кэмерон | Победа    | [ 93 ]        |
| «Сатурн»                                                           | 4 февраля 2024     | «Лучший сценарий»                                                                                       | Джеймс Кэмерон, Рик Джаффа и Аманда Сильвер                                                                                                   | Победа    | [ 93 ]        |
| «Сатурн»                                                           | 4 февраля 2024     | «Лучшая работа художника-постановщика»                                                                  | Дилан Коул и Бен Проктор | Номинация | [ 93 ]        |
| «Сатурн»                                                           | 4 февраля 2024     | «Лучший монтаж»                                                                                         | Стивен Ривкин, Дэвид Бреннер, Джон Рефуа и Джеймс Кэмерон                                                                                     | Номинация | [ 93 ]        |
| «Сатурн»                                                           | 4 февраля 2024     | «Лучшая музыка»                                                                                         | Саймон Франглен | Номинация | [ 93 ]        |
| «Сатурн»                                                           | 4 февраля 2024     | «Лучший дизайн костюмов»                                                                                | Боб Бак и Дебора Скотт | Номинация | [ 93 ]        |
| «Сатурн»                                                           | 4 февраля 2024     | «Лучшие спецэффекты»                                                                                    | Джо Леттери, Ричард Бэнем, Эрик Саиндон и Дэниел Барретт                                                                                      | Победа    | [ 93 ]        |

## Комментарии
1. 1 2 3 4  Данная награда не имеет одного победителя, а присуждается сразу нескольким фильмам.